# Ischnoptera parvula
Ischnoptera parvula är en kackerlacksart som beskrevs av Henri Saussure 1869. Ischnoptera parvula ingår i släktet Ischnoptera och familjen småkackerlackor. Inga underarter finns listade i Catalogue of Life.